# Perigonica fermata
Perigonica fermata là một loài bướm đêm trong họ Noctuidae.